# 18932 Robinhood
18932 Robinhood (2000 QH35) là một tiểu hành tinh vành đai chính được phát hiện ngày 28 tháng 8 năm 2000 bởi J. Broughton ở Reedy Creek Observatory.